# LaVerne Masayesva Jeanne
LaVerne Masayesva Jeanne és una antropòloga i lingüista de la Universitat de Nevada a Reno, on és professora emèrita associada. Va rebre el doctorat al MIT, on hi estudiava amb el lingüista Ken Hale. Juntament amb el navajo Paul Platero, Jeanne és un dels dos primers amerindis que es va graduar en lingüística. El seu treball s'ha centrat principalment en la llengua hopi (la seva llengua materna). La seva tesi de 1978 (supervisada per Hale) es titulava Aspects of Hopi Grammar. També és coautora d'un article molt citat a Language amb Hale, Michael Krauss, Collette Craig, i altres sobre l'estat de les llengües amenaçades.